# Olgierd Justyn Staniszkis
Olgierd Justyn Staniszkis (ur. 7 grudnia 1910 w Krakowie, zm. 19 listopada 2006 w Pruszkowie) – dr inżynier zootechniki, wełnoznawca. Absolwent Szkoły Głównej Gospodarstwa Wiejskiego w Warszawie. Syn prof. Witolda Teofila Staniszkisa (1880–1941), posła na Sejm, działacza narodowego, zamordowanego w Oświęcimiu i Wandy Staniszkis z domu Piotrowskiej (1887–1977); brat Witolda Wincentego Staniszkisa, Jerzego Staniszkisa, Anny Makowskiej, Wandy Staniszkis, stryj Jadwigi Staniszkis.

## Dzieciństwo i edukacja
W 1929 roku zdał maturę w Państwowym Gimnazjum im. Stefana Batorego w Warszawie. W latach 1929–1934 był studentem Szkoły Głównej Gospodarstwa Wiejskiego w Warszawie. Ukończył studia na Wydziale Rolniczym w 1935 r. Był działaczem akademickim, członkiem Obozu Wielkiej Polski, filistrem korporacji akademickiej Sarmatia. Przez kilka lat grał w drużynach hokejowych AZS Warszawa i Polonii Warszawa. W 1938 r. był też kierownikiem sekcji hokejowej AZS Warszawa, razem z Eugeniuszem Zarzyckim, sekcja ta zrzeszała wtedy 38 hokeistów. Występował też w drugiej reprezentacji Polski oraz reprezentacji Warszawy w hokeju na lodzie. 

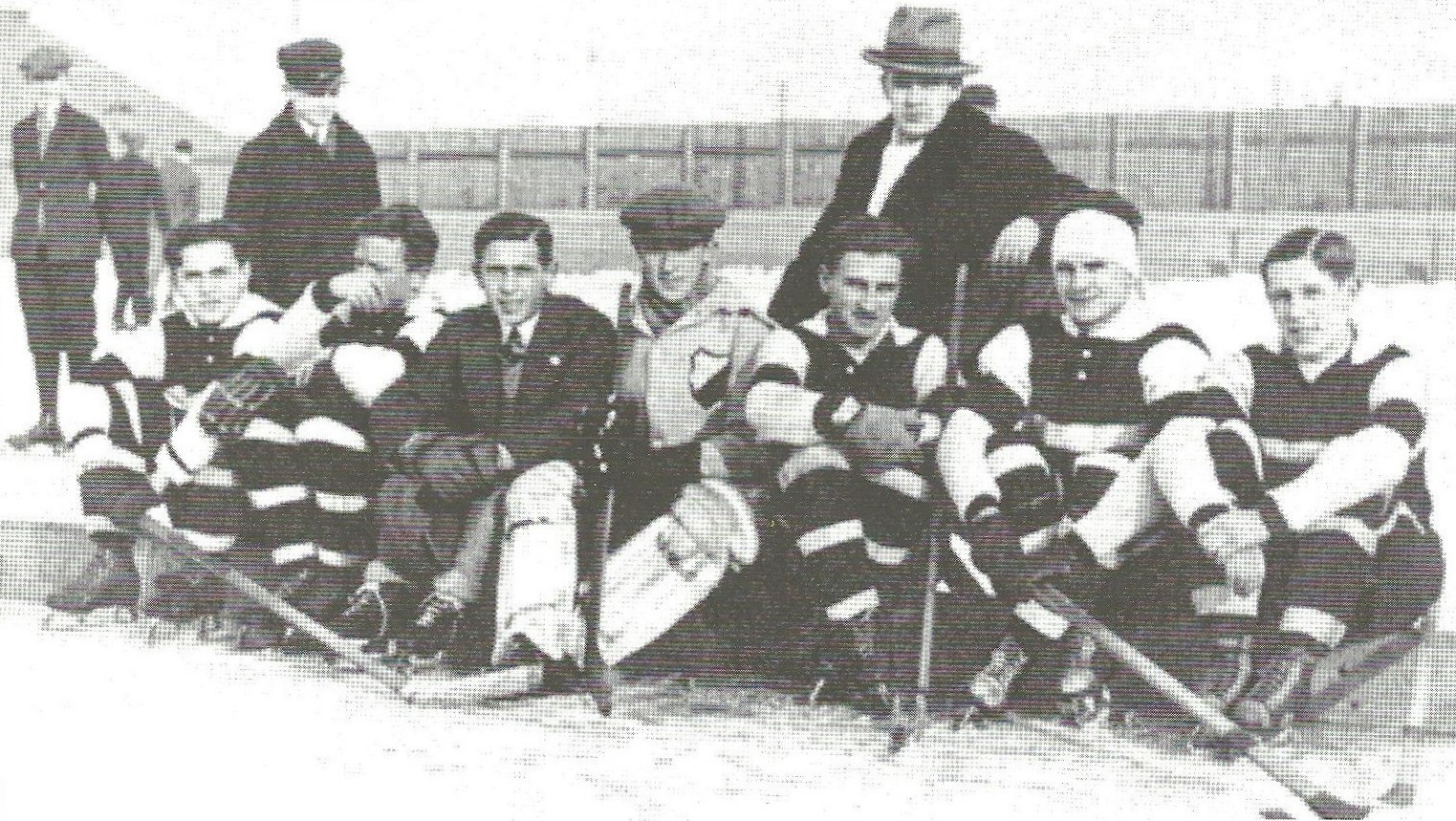
Drużyna hokejowa Polonii Warszawa, początek lat 30. Olgierd Staniszkis trzeci z prawej, pierwszy z prawej słynny piłkarz i hokeista Władysław Szczepaniak.

## Służba wojskowa
Absolwent Szkoły Podchorążych Rezerwy Kawalerii w Grudziądzu, po ukończeniu szkoły z czwartą lokatą przydzielony do 3 Pułku Szwoleżerów Mazowieckich im. Jana Hipolita Kozietulskiego w Suwałkach, gdzie służył w szwadronie ciężkich karabinów maszynowych. Szkołę ukończył w stopniu wachmistrza podchorążego, pod koniec lat 30. otrzymał awans na porucznika rezerwy. 
Podczas kampanii wrześniowej dowódca 2 plutonu ciężkich karabinów maszynowych 3 Pułku Szwoleżerów, wchodzącego w skład Suwalskiej Brygady Kawalerii. W nocy z 12 na 13 września 1939 ranny w głowę w bitwie pod Olszewem, mimo to do kapitulacji dowodził plutonem karabinów maszynowych. Wraz z całym pułkiem, który podporządkował się Samodzielnej Grupie Operacyjnej „Polesie” gen. Franciszka Kleeberga brał udział w bitwie pod Kockiem, walcząc aż do 5 października 1939. Za udział w kampanii wrześniowej odznaczony krzyżem Virtuti Militari i dwukrotnie Krzyżem Walecznych. Po kapitulacji był jeńcem oflagów IX B w Weilburgu i Ostenrode, następnie Oflagu II C w Woldenbergu (1940–1945).

## Praca zawodowa i naukowa
Po wojnie zamieszkał z rodziną w Łodzi, gdzie początkowo pracował w Centrali Handlu Zagranicznego Textilimport. Jesienią 1950 roku aresztowany pod zarzutem szpiegostwa, w związku ze śledztwem przeciw grupie byłych oficerów z obozu w Woldenbergu. W wyniku interwencji Fryderyka i Ireny Joliot-Curie oraz korzystnych zeznań współtowarzyszy skazany tylko na rok więzienia.
W latach 1953–1960 pracował w Zarządzie Przemysłu Wełnianego Północ, a następnie jako kierownik Pracowni Oceny Run, podległej najpierw Politechnice Łódzkiej, a następnie Instytutowi Zootechniki w Krakowie. Miał osiągnięcia w doskonaleniu ras hodowlanych owiec, m.in. w 1962 roku zapoczątkował wytwarzanie polskiego Corriedale’a, który odznaczał się największą produkcją wełny krzyżówkowej. W 1972 roku obronił na Wydziale Zootechnicznym Wyższej Szkoły Rolniczej w Poznaniu pracę doktorską z wełnoznawstwa.

## Rodzina
Żona Anna Danuta z Hanickich (1912–1995), z którą miał czworo dzieci – działaczka harcerska, uczestniczka Powstania Warszawskiego, komendantka punktów sanitarnych na Mokotowie.
Zmarł w Pruszkowie 19 listopada 2006 roku. Pochowany na Cmentarzu Powązkowskim w Warszawie w grobie rodzinnym (kwatera 213, rząd 2, miejsce 27,28).

## Odznaczenia
- Krzyż Virtuti Militari V klasy – 1939
- Krzyż Walecznych – 1939

## Wybrane publikacje
- Katalogi wełny. Warszawa: Wydawnictwo Przemysłu Lekkiego i Spożywczego, 1957 (współautorzy: Czesław Koczewski, Michał Zaorski),
- Gospodarski chów owiec. Warszawa: Państwowe Wydawnictwo Rolnicze i Leśne, 1967,
- Owczarstwo w Polsce. Warszawa: Państwowe Wydawnictwo Rolnicze i Leśne, 1971,
- Poradnik owczarski. Warszawa: Państwowe Wydawnictwo Rolnicze i Leśne, 1980 (współautorzy: Adam Drozdowski, Stanisław Pigłosiewicz),
- Klasyfikacja i przygotowanie wełny krajowej do sprzedaży. Poznań: IKWN, Branżowy Ośrodek Informacji Naukowej, Technicznej i Ekonomicznej, 1981 (współautor Jadwiga Fęglerska)[9].